# Strohkirchen
Strohkirchen település Németországban, Mecklenburg-Elő-Pomeránia tartományban. Lakosainak száma 307 fő (2023. december 31.).

## Népesség
A település népességének változása:
| Lakosok száma | 318  | 319  | 310  | 306  | 307  |
|               | 2017 | 2019 | 2021 | 2022 | 2023 |